# ISO 13485
Medicintekniska produkter - Ledningssystem för kvalitet - Krav för regulatoriska ändamål.
Standarden fastställer krav för ett kvalitetsledningssystem för organisationer och aktörer som verkar i en eller flera delar av en medicinteknisk produkts livscykel, bland annat
- konstruktion och utveckling
- tillverkning
- lagring och distribution
- installation och tillhörande service
- avveckling.

Standarden utgör ett komplement till de tekniska krav som gäller på området, och är tillämplig på alla organisationer som tillhandahåller medicintekniska produkter, oberoende av organisationstyp och storlek. Den omfattar alla centrala inslag som ett kvalitetsledningssystem ska innehålla enligt ISO 9001, samtidigt som kraven är särskilt anpassade efter regelverket för medicintekniska produkter. Vissa krav i ISO 9001 är dock inte förenliga med regelverket för medicintekniska produkter och har därför utelämnats.
Standarden är fastställd som svensk standard med beteckningen SS-EN ISO 13485:2016.
Till standarden finns också ett tillägg, SS-EN ISO 13485:2016/A11:2021, som innehåller de informativa bilagorna Annex ZA och Annex ZB som visar på relationen mellan standarden och Förordning (EU) 2017/745 om medicintekniska produkter och Förordning (EU) 2017/746 om medicintekniska produkter för in vitro-diagnostik.